# Bussgarage

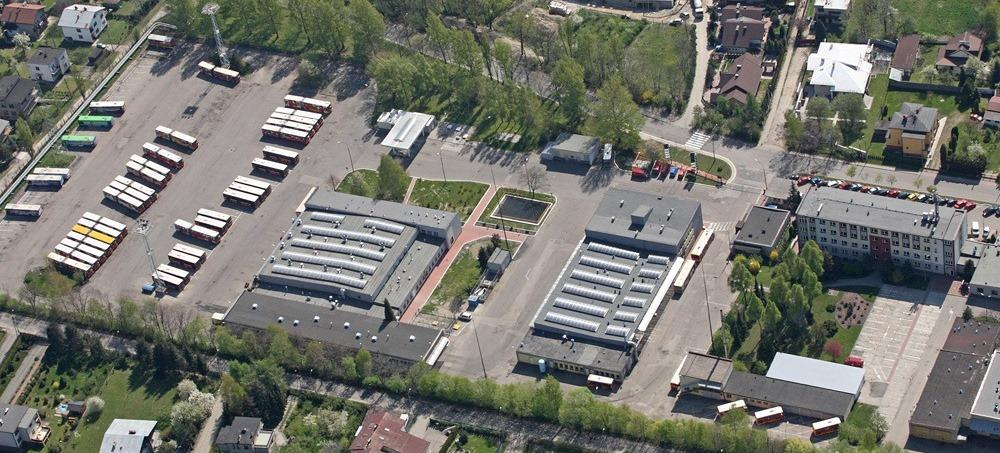
Bussgarage i Bielsko-Biała i Polen.

Ett bussgarage eller en bussdepå är ett garage där bussar ställs då de inte är i reguljär trafik. Utanför bussgaragen finns ofta stora parkeringsplatser. I vanliga fall avser ordet garage bara uppställningsplatsen inomhus, men termen bussgarage avser ofta hela området, både inomhusgaraget och utomhusparkeringsplatsen.
Världens största bussgarage finns (2010) vid Millennium Park i New Delhi.

### Fotnoter
1. ↑  ”World’s largest bus depot unveiled” (på engelska). Indian Express. 18 september 2010. http://archive.indianexpress.com/news/worlds-largest-bus-depot-unveiled/683680/. Läst 30 september 2017.